# Джавахишвили
Джавахишви́ли (груз. ჯავახიშვილი) — грузинский княжеский род. Происходят из Джавахети. Представители рода также известны как Джаваховы.
Род признан определением департамента герольдии Правительствующего сената в княжеском достоинстве по происхождению от полководца Джаваха, за отличие против татар, при нашествии Тамерлана на Грузию в 1390 г., получил от царя Баграта V княжеское достоинство.

## Описание герба
Щит разделен на четыре части. В первой и четвертой лазуревых частях серебряный волнообразный пояс. Во второй и третьей золотых частях черный стоящий лев, обращенный вправо, с червлеными глазами и языком. Щит увенчан дворянским коронованным шлемом. Нашлемник: Российский Государственный черный орел без гербов на крыльях. Намет: справа лазуревый, подложен серебром, слева черный, подложен золотом. Щитодержатели: два гурийца в национальной одежде и вооружении. Герб украшен княжеской, подбитой горностаем, мантией с княжеской короной. Герб рода князей Джаваховых внесён в Часть 17 Общего гербовника дворянских родов Всероссийской империи, стр. 2

## Известные личности, принадлежащие этому роду
- Джавахишвили, Александр Николаевич (1875—1973) — выдающийся грузинский географ и антрополог.
- Джавахишвили, Владимир Давидович (в монашестве Иоасаф; 1874—1937) — епископ Православной Российской Церкви; с 29 июня 1934 года Могилёвский.
- Джавахишвили, Георгий Дмитриевич (1941) — грузинский академик, политик и дипломат.
- Джавахишвили, Гиви Дмитриевич (1912—1985) — грузинский советский государственный деятель, председатель Совета Министров Грузинской ССР
- Джавахишвили, Дмитрий (1882—1971) — доктор-куратор, профессор, заслуженный деятель науки, член Национальной демократической партии Грузии.
- Джавахишвили, Иван Александрович (1876—1940) — грузинский историк, академик Академии наук СССР.
- Джавахишвили, Лела (род. 1984) — грузинская шахматистка, международный мастер (2005) и гроссмейстер среди женщин (2003).
- Джавахишвили, Медея Георгиевна (род. 1988) — российская пловчиха в ластах.
- Джавахишвили, Михаил Саввич (настоящая фамилия — Адамашвили; 1880—1937) — грузинский писатель.
- Джавахишвили, Нина Александровна (1914—2012) — советский и грузинский анатом и морфолог.